# Roemjana de Haan
Roemjana de Haan (IJsselstein, 24 oktober 1974) is een Nederlands danseres en dansdocente. Van 1985 tot 1987 studeerde zij aan het Koninklijk Conservatorium te Den Haag. In 1996 werd zij samen met haar toenmalige Finse danspartner Jaakko Toivonnen Nederlands kampioen Latin-dansen bij de amateurs. In de jaren 2002, 2004, 2005 en 2006 werd zij met haar danspartner Koen Brouwers Nederlands kampioen bij de professionals.
De Haan deed mee aan de drie series van het RTL 4-programma Dancing with the Stars. In het eerste seizoen danste ze met tv-kok Rudolph van Veen. In het seizoen van 2006 danste zij met ex-voetballer John de Wolf. In de editie van 2008 danste De Haan met presentator Martijn Krabbé.
Op 6 september 2008 nam De Haan samen met Thomas Berge deel aan het tweede Eurovisiedansfestival in Glasgow. Daar werden zij veertiende met één punt. Er deden veertien landen mee.
Samen met Koen Brouwers maakte zij Latin-choreografieën voor het dansprogramma So you think you can dance. In mei namen De Haan en Brouwers deel aan het programma The Ultimate Dance Battle waar zij in de tweede liveshow strandden.